# Cryptocala rubra
Cryptocala rubra är en fjärilsart som beskrevs av Otto Zöllner Schorr 1920. Cryptocala rubra ingår i släktet Cryptocala och familjen nattflyn. Inga underarter finns listade i Catalogue of Life.